# Разследване на самолетни катастрофи
„Разследване на самолетни катастрофи“ (на английски: Air Crash Investigation) е документален сериал от Канада, излъчван по National Geographic.
Разказите са по действителни случаи. Епизодите се основават на официални доклади, записи от пилотските кабини и разкази на свидетели. В някои епизоди са променени сцени за по-голям ефект.
Показва разследването на най-тежките самолетни катастрофи по цял свят. Поредицата разказва за събитията, които са довели до кризите или бедствията, причините за тях, както и начина, по който са разрешени от официалния разследващ орган или органи (най-често, това е American NTSB, тъй като най-голямо участие на самолети в тези бедствия и аварии и катастрофи са с американски произход), и мерките, които се препоръчват за превенция и избягване на подобни инциденти да се случат отново. Поредицата използва възстановки, интервюта, показания на очевидци, компютърно генерирани изображения, записи от разговорите в пилотската кабина и официални доклади за реконструкция на поредицата от събития, довели до катастрофите или авариите. Към 15 април 2013 г. са заснети и излъчени общо 98 епизода. Те включват и съпътстващите дейности в разследванията – шест специални епизода „Наука за бедствията“ („Science of Disaster“) и три – „Crash Scene Investigation“.
Сериалът е създаден от Cineflix. Излъчван е по National Geographic Channel и Discovery Channel. Съдържа кадри от мястото на събитието, клипове, заснети по свидетелски показания и резултатите от разследването, разкази на оцелели и участници в разследването и мнения на експерти.

## Име и версии
Първоначално сериите са излъчени в Канада по Discovery Channel като Mayday. National Geographic Channel решават да го пуснат като Air Crash Investigations, но официално изпускат крайното s. В различните държави има малки разлики във форма̀та на сериите. В България сериите се излъчват по National Geographic Channel Bulgaria, собственост на Fox International Channels Bulgaria, като се използва името Разследване на самолетни катастрофи. Няколко епизода са излъчени по Нова телевизия под името Мейдей.

## Епизоди и сезони
Сериалът има 15 сезона (от януари 2022 – 22 сезона), като активно се излъчват нови епизоди в България по National Geographic Bulgaria.

### Списък с епизоди

#### Сезон 2
| № | Име на епизода         | Резюме |
| - | ---------------------- | --- |
| 1 | Избухване              | Стъклото на пилотската кабина на самолет на британските авиолинии пада минути след излитането и пилотът изхвърча, помощникът трябва сам да приземи самолета. Разследването разкрива някои тревожни факти. |
| 2 | Ранена птица           | Самолет се разбива, след като един от пропелерите отказва и много пътници загиват. Оказва се, че причината за аварията е корозия – това е третият такъв инцидент, в който е замесен и производителят.     |
| 3 | Отвлечени              | Когато полет 8969 на „Ер Франс“ е отвлечен от алжирски терористи през 1994 г., френските власти нямат друг избор, освен да пратят специален отряд да убие терористите и да освободи пътниците.            |
| 4 | Смърт във въздуха      | Всичките 71 пътници загиват, когато два самолета се сблъскват, след като са получили противоречиви сигнали от кулата за въздушен контрол и от собствените си уреди.                                       |
| 5 | Смъртоносно закъснение | Мъглата над Ню Йорк води до закъснения. За полет 052 това закъснение е толкова дълго, че независимо от спешните съобщения на екипажа, самолетът остава без гориво и се разбива; 73 души загиват.          |

#### Сезон 3
| №  | Име на епизода           | Резюме |
| -- | ------------------------ | --- |
| 1  | На косъм от смъртта      | През 1988 година. Малък преход от Мауи до Хонолулу се превръща в кошмар за екипажа и пасажерите на борда на полет 243 на „Алоха Еърлайнс“. Малко след излитането се чува силен трясък и се откъсва огромно парче от тавана и стените.                                                       |
| 2  | Атака над Багдад         | Рутинна доставка на поща – но малко след излитане от летището „Саддам Хюсеин“ в Багдад, самолетът на DHL е ударен от противовъздушна ракета и екипажът бил изправен пред смъртоносна опасност.                                                                                              |
| 3  | Извън контрол            | През 1985 година. Полет 123 на „Джапан Еър Лайнс“ Осака – Токио, системата сигнализира за опасност: стабилизаторът е извън строя и самолетът е неуправляем. 30 минути по-късно се разбива в планина, в най-ужасната самолетна катастрофа в историята. Загиват 520 души, по чудо оцеляват 4. |
| 4  | Самоубийствена атака     | 7 април 1994 година. Тричленен екипаж на FedEx 705 току-що е набрал височина, когато са атакувани. В битката за контрол и над самолета и над похитителите, пилотите извършват невероятен подвиг, за да спасят живота си.                                                                    |
| 5  | Бомба на борда           | 11 декември 1994 година. Рутинен полет от Манила до Токио. Малко по-късно експлозия разтърсва самолет PA 434; задейства се бомба и нанася големи щети на самолета. Взривът убива един пасажер и ранява други десет. Прословут терорист стои зад атентата.                                   |
| 6  | Сгрешена самоличност     | Юли 1988 година. Американският кораб Винсенс, закотвен в Персийския залив, засича летящо тяло. Самолетът е свален, но по-късно става ясно, че това е граждански полет с 290 пътника на борда.                                                                                               |
| 7  | Паднал хеликоптер        | Хеликоптер превозва работници към нефтена платформа, когато е поразен от мълния. Пилотите се опитват да овладеят машината, но са принудени да се приземят на вода. Открива се производствен дефект.                                                                                         |
| 8  | Полет номер 990          | 31 октомври 1999 година. Самолетът при полет 990 на „ЕджиптЕър“ над Атлантика внезапно пропада надолу към водата, убивайки всичките 217 души на борда. Проследете едно от най-спорните разследвания в историята на модерната авиация.                                                       |
| 9  | Дете в пилотската кабина | 22 март 1994 година. Полет 593 на „Аерофлот“ излита от Москва и капитанът взима двете си деца в пилотската кабина. Поведението на момчето става причина за поредица от фатални събития, които водят до смъртта на 75 души.                                                                  |
| 10 | Фериботна катастрофа     | Шест ферибота дневно тръгват от Атина за о-в Парос. Но някои от тях са „преживели“ доста, особено фериботът Експрес Самина. |
| 11 | Влакова катастрофа       | През февруари 1986 в Албърта, Канада, товарен и пътнически влак се сблъскват челно: жертвите са 23 души, а щетите са за 30 млн. долара. |
| 12 | Влакът беглец            | Товарен влак е подготвен с двойно по-голямо тегло от това, което машинистът смята, че вози. Спирачките не издържат и влакът дерайлира. |
| 13 | Отвличане в Африка       | През 1996 година. Полет 961 на „Етиопиън Еърлайнс“ на етиопските авиолинии е отклонен от курса си и е поел към Австралия. Пилотът не успява да убеди похитителите, че самолетът няма гориво и решава да ги изиграе. Събитията се развиват трагично. От 175 души на борда 50 оцеляват.       |

#### Сезон 4
| №  | Име на епизода           | Резюме |
| -- | ------------------------ | --- |
| 1  | Спасяване по чудо        | 2 август 2005 г. В ужасна буря и след трудно кацане, Самолетът при полет 358 на „Ер Франс“ излиза от пистата в Торонто. Левият двигател е в пламъци. Има няколко секунди за бягство. |
| 2  | Падане от небето         | 24 юни 1982 г. Пушек обвива самолета на British Airways по пътя му към Австралия. Всички двигатели отказват и самолетът пада надолу. Малко след това двигателите отново работят. |
| 3  | Битка с пламъците        | През юни 1983 г. малък механичен проблем в задната част на самолет от Канада води до катастрофа. Токсичен дим изпълва самолета преди да избухне в пламъци и убива 23 души. |
| 4  | Кацане на сляпо          | 6 август 1997 г. полет 801 на „Кориън Еър“ излита от Сеул, Корея. Пет километра югозападно преди кацане на летище Вон Гуам в Агана, той катастрофира. От 98 души на борда 40 загиват. |
| 5  | Скрита опасност          | През 1981 г. Boeing 737 излиза от контрол по време на спускане и десет секунди по-късно всичките 20-те пътника 5-членния загиват моментално. След 2 години ужасът се повтаря, този път загиват 132 души заедно с екипажа. През 1996 година се случва нова трагедия, за щастие се приземяват успешно. Следва най-дългото и скъпо разследване в историята на американската авиация. |
| 6  | Паника над Тихи океан    | 19 февруари 1985 г. На 12 km височина самолет на китайската авиация попада в турбуленция и автопилотът се включва. Поредица от грешки и недоброто познаване на автопилота се превръща почти в катастрофа. |
| 7  | Сблъсък над Лос Анджелис | 31 август 1986 г. Сблъсъкът между самолет на Аеромексико и частен Пайпър Чероки близо до летището в Лос Анджелис причинява смъртта на 80 души и принуждава властите да променят начина, по който се контролира трафикът. |
| 8  | Полет 21 не отговаря     | 3 април 1996 г., официални гости от правителството на САЩ и бизнесмени са на търговско посещение в Босна и Хърватска. Лошите условия над летището в Дубровник правят пътуването изключително трудно. |
| 9  | Отчаяно гмуркане         | На 3 януари 2004 г., минути след излитане от египетското летище „Шарм ел Шейх“, полет 604 на „Флаш Еърлайнс“ се разбива в Червено море. Черните кутии на самолета разкриват ужасяващите последни мигове. |
| 10 | Невидим самолет          | Когато от въздушната кула в Атина не успяват да се свържат с полет 522 на „Хелиос Еъруейс“ от Кипър, двата изтребителя F-16 стават безпомощни свидетели на катастрофата в планината. |

#### Сезон 5
| №  | Име на епизода               | Резюме |
| -- | ---------------------------- | --- |
| 1  | Разбиване                    | В опитите си да избегне гръмотевична буря, самолет попада в силни ветрове, които предизвикват катастрофата, убила над 130 души. Разследването на тази трагедия е помогнало да се избегне невидимият враг. |
| 2  | Полет-чудо                   | 23 юли 1983 г. Необяснима повреда довежда до отказ на 2 двигателя на новия пътнически самолет, който лети от Монреал към Едмънтън. |
| 3  | Зад затворени врати          | През 1972 „Американ Еърлайнс“ купува един от първите Джъмбо джетове, но след като експлозия разкъсва корпуса на самолетът при полет 96 на „Американ Еърлайнс“, следователите откриват фатален дефект в самолета. За щастие пилотите приземяват самолета. 2 години по-късно самолетът при полет 981 на „Търкиш Еърлайнс“ има същия проблем, но с фатален край – всички 346 пътници загиват. |
| 4  | Конспирация в товарния отсек | През ноември 1987 г. полет 295 на „Саут Африкан Еъруейс“, пътуващ към Йоханесбург, пада в Индийския океан. Пожар в товарния отсек е предполагаемата причина, но слуховете твърдят, че самолетът незаконно е пренасял оръжие. |
| 5  | Смъртоносно тегло            | 8 януари 2003 г. Самолет катастрофира веднага след излитането: всички пътници загиват. Инцидентът е в резултат на това, че самолетната индустрия не взима под внимание увеличаващото се средно тегло на пътниците. |
| 6  | Южна буря                    | 4 април 1977 г. Полет към Атланта, Джорджия. Пътнически самолет DC-9 попада в толкова страшна буря, че градушката чупи стъклата на пилотската кабина, предизвиквайки разбиването на самолета. Като по чудо 20 души оцеляват. |
| 7  | Доказателство за експлозия   | 23 юни 1985 г. Полет от Канада към Лондон до Ню Делхи. Когато полет 182 на „Еър Индия“ внезапно изчезва от радарите, в контролната кула всички са озадачени. По-късно разследващите откриват страшната причина за смъртоносната катастрофа. |
| 8  | Самолетът, който не отговори | През 1996 г. Полет от Санто Доминго до Германия, Катастрофата на самолета при полет 301 на „Биргенеър“ в океана близо до Санто Доминго е предизвикана от гнездо освирепели насекоми. |
| 9  | Кой контролира?              | 29 декември 1972 г. В началото на кариера на Джъмбо джет. Полет от Ню Йорк до Маями. На борда има 176 пътници. Пилотите на самолета при полет 401 на „Ийстърн Еър Лайнс“ са обезпокоени, че колесникът не се отваря за кацането им в Маями и се разбиват в блато край Маями. Общо 77 души оцеляват.                                                                                        |
| 10 | Радио мълчание               | През 2006 чисто нов бизнес джет се блъска с пътнически самолет над Бразилия, но нито един от тях не е рапортувал проблем по радиочестотите. |

#### Сезон 7
| № | Име на епизода           | Резюме |
| - | ------------------------ | --- |
| 1 | Разбит за секунди        | Спасителите ровят в миналото, за да разгадаят загадката на полет 611 на „Чайна Еърлайнс“: Boeing 747 на китайските авиолинии изчезва от радара 20 мин. след излитането. |
| 2 | Локърби                  | Самолетната катастрофа в Локърби е най-големият терористичен акт срещу Америка преди събитията от 11.09.                                                                |
| 3 | Смъртоносна награда      | През 1989, в най-страшната самолетна катастрофа в Норвегия, самолет, пълен с хора, спечелили награда, пада в морето.                                                    |
| 4 | Фронтален сблъсък        | Ще видим какво не е било наред, когато самолети на Казахстанските и на Саудитските авиолинии се сблъскват в най-голямата катастрофа в небето.                           |
| 5 | Операция „Бейбилифт“     | Опитът да се спасят сирачета от хаоса на военен Виетнам през 1975 завършва трагично: самолетът се разбива, 150 души загиват.                                            |
| 6 | Приводняване             | През 2005 г. пътнически самолет катастрофира в Средиземно море. Вижте разследването, вследствие на което 9 души са обвинени в небрежност.                               |
| 7 | Самолетът, който изчезна | През 2007 полет 574 на „Адам Еър“ изчезва от радарите, спасителните екипи трябва да претърсят огромен участък от морето за следи.                                       |
| 8 | П                        | В мразовитата нощ на Хелуин през 1994, самолет се разбива в една нива. Разследваме фаталния дефект в конструкцията, довел до трагедията.                                |

#### Сезон 8
| № | Име на епизода       | Резюме |
| - | -------------------- | --- |
| 1 | Паника на пистата    | През 1985 г. малък пожар на пистата на летище „Манчестър“ се превръща в огромна катастрофа с 55 загинали, известна като катастрофата на летище „Манчестър“ през 1985 г. |
| 2 | Хаос в кабината      | Втората по големина самолетна катастрофа в САЩ: полет 255 на „Нортуест Еърлайнс“ се разбива при излитане.                                                               |
| 3 | Пилот срещу самолет  | След огромни инвестиции Еърбъс А320 се разбива още на първия си рекламен полет през 1988.                                                                               |
| 4 | Готови за катастрофа | През 1991 една натоварена нощ за летище Лос Анджелис Boeing 737 се разбива в сграда.                                                                                    |
| 5 | Целта е разрушена    | През 1983 самолет на корейските линии пада в морето, а съветските власти искат някой да поеме отговорността, разпалвайки международна полемика.                         |
| 6 | Забравени досиета    | През 1989 пилотите на Еър Онтарио, притиснати от сроковете, трябва да спешно да излетят, което довежда до катастрофа в снега.                                           |
| 7 | Обречен на провал    | Проследява се издирването на оцелелите от блъсналия се в планина през 1992 полет 148 на „Еър Интер“ – един от първите напълно автоматизирани самолети.                  |
| 8 | Мистерия в Маями     | Самолет губи един от двигателите на 10 000 м височина, пилотите на Нортуест трябва да пренасочат полета към летище Тампа.                                               |

#### Сезон 9
| № | Име на епизода              | Резюме |
| - | --------------------------- | --- |
| 1 | Проблем в пилотската кабина | Самолетът при полет 3597 на „Кросеър“ наближава Цюрих, а снегът затрунява видимостта. Самолетът закача върховете на дърветата и пада, убивайки 24 души. |
| 2 | Загадъчен случай на Хийтроу | Само бързите действия на пилота предотвратяват катастрофата, когато самолет се сгромолясва на Хийтроу.                                                  |
| 3 | Пилотска грешка             | През 1991 полет 751 на скандинавските авиолинии избухва в пламъци и катастрофира. По чудо всички на борда оцеляват.                                     |
| 4 | Смъртно уморен              | Най-страшната авиокатастрофа в САЩ през последните 7 години: през 2009 самолет за Бъфало блокира и пада в къща от преградията.                          |
| 5 | Писта Хъдсън                | Невероятната история на полет 1549 на „Ю Ес Еъруейс“, който прави аварийно кацане в средата на града заради повреда, причинена от ято птици.            |
| 6 | Кой управлява               | На 25 януари 2009 полет 1951 на „Търкиш Еърлайнс“ на турските авиолинии катастрофира по време на кацане на летище Шипол. Жертвите са 9 души.            |

#### Сезон 10
| №  | Име на епизода                        | Резюме |
| -- | ------------------------------------- | --- |
| 1  | Катастрофално изчезване               | Катастрофата на полет 3054 на „Ти Ей Ем Еърлайнс“ на летище Конгоняс през юли 2007.                                                                                        |
| 2  | Самолетът, който летеше твърде високо | 160 души загиват, когато полет 708 на „Уест Карибиън Еъруейс“ се разбива през 2005. Това води и до банкрута на авиокомпанията.                                             |
| 3  | Спорно заключение                     | Най-смъртоностната самолетна катастрофа в Канада е трагедията на полет 1285R на „Ароу Еър“. Причината е ледът върху крилете, но има и друга версия.                        |
| 4  | Разбиване над Тексас                  | Самолет на Континентал Експрес, полет 2574, експлодира във въздуха през 1991.                                                                                              |
| 5  | Мюнхенска въздушна катастрофа         | Катастрофата в Мюнхен 1958 е най-тъжният ден в историята на Манчестър Юнайтед. Първоначално е обвинен пилотът Джеймс Тейн и никога вече не лети.                           |
| 6  | Повратна точка                        | Само бързите реакции на капитан Франк Гейб спасяват полет 85 на Нортуест Еърлайнс от катастрофа през 2002.                                                                 |
| 7  | Лошо отношение                        | Разследващите са затруднени с анализа на катастрофата на товарен корейски полет до Лондон през 1999.                                                                       |
| 8  | Извън поглед                          | 144 души загиват при сблъсък на два самолета близо до Сан Диего – най-голямата авиокатастрофа в историята на САЩ.                                                          |
| 9  | Ад в пустинята                        | Веднага след излитане от Джида, Саудитска Арабия, полет 2120 на „Найджерия Еъруейс“ избухва в пламъци и се разбива. Всички на борда загиват.                               |
| 10 | Аз съм проблемът                      | Разследващите се опитват да разберат какво се е случило със самолета при полет 1771 на „Пасифик Саутуест Еърлайнс“ след рапорта на пилотите, че чуват стрелба от кабината. |
| 11 | Къде да кацна?                        | Трагедията изглежда неизбежна през 1988, когато Boeing 737 губи мощност близо до Ню Орлиънс. Ще видим как пилотите предотвратяват катастрофата.                            |
| 12 | Невидимият самолет                    | Показваме ключовите промени направени на летище Милано Линате след трагичната катастрофа в ужасни метереологични условия през октомври 2001.                               |
| 13 | Огнено кълбо над Сиукс сити           | Двигателите отказват, а пилотът на полет 232 на „Юнайтед Еърлайнс“ опитва приеземяване в Су Сити. Но самолетът експлодира. Загиват половината от пътниците.                |

#### Сезон 11
| №  | Име на епизода                       | Резюме |
| -- | ------------------------------------ | --- |
| 1  | Борба за надмощие                    | Катастрофата изглежда неизбежна: американски самолет губи перка на 5800 м над Тихия океан. Ще успеят ли пилотите да спасят самолета?                                      |
| 2  | Пожар в багажното                    | През 1996 на борда на стар DC-9 избухва пожар, вследствие на което самолетът пада в блатата на Евърглейдс, Флорида. Загиват 110 души.                                     |
| 3  | Излитане по време на тайфун          | След фаталната катастрофа в ужасни метеорологични условия на летище Чан Кайши, Тайпе, следователите правят шокиращи открития на пистата.                                  |
| 4  | На ръба                              | Следователите правят смущаващи открития след самолетна катастрофа на 10 000 m над джунглите на Индонезия.                                                                 |
| 5  | Кацане на сляпо                      | 6 август 1997 г. полет 801 на „Кориън Еър“ излита от Сеул, Корея. Пет километра югозападно хпеди кацане на летище Вон Гуам в Агана, той катастрофира.                     |
| 6  | Катастрофа в Гранд Каньон            | След катастрофата на два самолета в Гранд Каньон следователите откриват проблем, който заплашва сигурността на авиационната система.                                      |
| 7  | Най-смъртоносната катастрофа в САЩ   | През 1979 полет 191 на „Американ Еърлайнс“ губи левия си двигател в най-смъртоносния авиоинцидент в историята на САЩ. Загиналите са 273-ма.                               |
| 8  | Фатална поправка                     | В катастрофата на самолета при полет 173 на „Юнайтед Еърлайнс“ загиват 10 души; разследващите откриват, че проблем в приземяващия механизъм е причинита.                  |
| 9  | Трагедията на хокеен отбор Локомотив | През 2011 самолет Як-42Д, с който пътува един от най-големите руски хокейни отбори, катастрофира в р. Волга. Оцелява само 1 човек.                                        |
| 10 | Смъртта на президента                | След катастрофата, в която загива полският президедент Лех Качински, разследващите откриват, че тя не се дължи само на пилотска грешка.                                   |
| 11 | Курс към катастрофа                  | Кулата моли полет 409 на „Етиопиън Еърлайнс“ да смени курса и пилотите потвърждават промяната. Малко по-късно самолетът катастрофира в морето.                            |
| 12 | 28 секунди за оцеляване              | Системата предупреждава пилотите на самолета при полет 518 на „Санта Барбара Еърлайнс“, че летят опасно близо до земята, но самолетът почти веднага се разбива в планина. |
| 13 | Изчезналият самолет                  | Поредицата изследва легендарни катастрофи от историята на авиацията и как авиационната безопасност се усъвършенства след всяка катастрофа.                                |

#### Сезон 12
| №  | Име на епизода                | Резюме |
| -- | ----------------------------- | --- |
| 1  | Борба до смърт                | Следователите разчитат на възстановки и свидетелски показания, за да установят причините за катастрофата на самолет точно след излитането му.                                                                |
| 2  | В капан                       | Следователи разследват причините за сблъсъка между изтребител „Макдоналд Дъглас F-4B Фантом II“ на Морската пехота и самолет при полет 706 на „Хюз Еъруест“.                                                 |
| 3  | Изгубени в превода            | Самолет от Цюрих катастрофира, всички на борда загиват, а откритите наркотици в останките от катастрофата подсказват обезпокоително обяснение.                                                               |
| 4  | Катастрофа на р. Потомак      | Веднага след излитане, полет 90 на „Еър Флорида“ пада в ледената р. Потомак. Провежданенто на находчив експеримент ще изясни какво се е случило.                                                             |
| 5  | Катастрофа в Куинс            | Скоро след атентатите на 11 септември, пътнически самолет полет 587 на „Американ Еърлайнс“ пада в жилищен район на Ню Йорк. Открийте причината за тази катастрофа и как се отрази на авиационната индустрия. |
| 6  | В окото на бурята             | Екип от опитни „ловци на урагани“ се разминава на косъм със смъртта след като огън в двигателя осакатява самолета им.                                                                                        |
| 7  | Смърт над Средиземно море     | Ще изминат 30 години след експолозията на италиански самолет над Средиземно море преди да стане ясно дали той е свален или взривен от терористи.                                                             |
| 8  | Смъртоносно изпитание         | Добре обучен екипаж тества пътнически самолет в полет над Франция. Но, докато се подготвят за кацане, капитанът внезапно губи контрол.                                                                       |
| 9  | Ужас в рая                    | Самолет по полет за Таити катастрофира и всички на борда загиват. Следователите установяват неочаквана причина за катастрофата.                                                                              |
| 10 | Куантас 32 – Титаник в небето | Следователите трябва да установят защо двигателят на самолет на авиолинии Каунтас експлодира и дали всички самолети Еърбъс А380 са опасни.                                                                   |

#### Сезон 13
| №                      | Име на епизода                | Резюме |
| ---------------------- | ----------------------------- | --- |
| 1                      | Проблем с двигателите         | Един от двигателите на самолета при полет 092 на „Бритиш Мидленд Еъруейс“ избухва в пламъци, пилотите се опитват да го приземят, но и вторият двигател отказва.   |
| 2                      | Ники Лауда: Трагедия в небето | Собственикът на авиолинии Лауда – Ники Лауда, и следователите се опитват да открият защо полет 004 пропада стеремително и се разбива.                             |
| 3                      | Изчезване                     | Следователите са озадачени, когато самолетът при полет 254 на „Вариг“ катастрофира над отдалечена джунгла – с почти 1200 км встрани от курса си.                  |
| 4                      | Страничен удар                | Самолет излита за 1-часов полет до Колумбия, но много скоро, докато прелита над джунглата, изчезва от радара.                                                     |
| 5                      | Трагедия на Нарита            | Едно аварийно кацане на летище Нарита, Токио, изглежда почти идентично с инцидент на летище Нюарк преди повече от десетилетие.                                    |
| 6                      | Смъртта на Джон Кенеди Младши | Знаменитият син на Джей Еф Кей изчезва заедно със самолета си през 1999 г. Разследващите скоро откриват останките.                                                |
| 7                      | Конкорд                       | Конкорд - полет 4590 на „Ер Франс“ се разбива секунди след излитането, а на пистата са открити три мистериозни предмета, които се оказват важни за разследването. |
| 8                      | Касапница в града             | Learjet 45, превозващ вътрешния министър на Мексико, се разбива във финансовия център на столицата – загиват всички на борда и девет на земята.                   |
| 9                      | Трети опит без късмет         | След разрешение за кацане от ръководителите на трафика на ирландското летище Корк Полет 7100 на Manx2 се завърта силно и се разбива на пистата.                   |
| 10                     | Смърт в Арктика               | Полет 6560 на „Фърст Еър“ катастрофира в хълм близо до летище „Резолют Бей“ – едно от най-отдалечените летища в света.                                            |
| Извънреден епизод (11) | Какво се случи с полет 370?   | Водещи авиоспециалисти се сблъскват с шокиращи теории в разследването на една от най-големите авиационни загадки.                                                 |

#### Сезон 14
| №  | Име на епизода              | Резюме |
| -- | --------------------------- | --- |
| 1  | Фатално предаване           | Полет 5925 на Юнайтед Експрес и А90 на Кинг Ер, 19.11.1996 г. Зловещият сблъсък между самолета на Юнайтед Експрес и малък частен самолет озадачава следователите, докато не установяват, че изчезналият пилот може неволно да е изиграл роля в трагедията. |
| 2  | Ужас в Сан Франциско        | Полет 214 на „Ейжиана Еърлайнс“, Боин 777, 6.07.2013 г. Самолетът се удря в морска дига на летище Сан Франциско; следователите подозират грешка. Но след като излизат пълните данни, те разкриват проблем, който поставя под риск много пътници по света.  |
| 3  | Катастрофа с високите етажи | Полет 1862 на Ел Ал, Boeing 747-258F, 4.10.1992 г. Самолетът излита от Амстердам с тежък товар на път за Тел Авив. Минути по-късно самолетът внезапно се разтърсва. Неуправляемият Boeing се накланя силно на дясно и се удря в 11-етажна жилищна сграда.  |
| 4  | Фатална доставка            | Полет 6 на UPS, товарен Boeing 747, 3.09.2010. Малко след излитането от Дубай алармата сигнализира за пожар на борда. Пилотите активират противопожарната система, но ситуацията се влошава и екипажът трябва да приземи масивния 747 възможно най-бързо.  |
| 5  | Смъртоносна мисия           | Товарен самолет на ООН лети над централна Африка на секретна мисия; на борда се намира и Генералният секретар на ООН, Даг Хамаршелд. Минути преди приземяването самолетът катастрофира. Смъртта на един от световните лидери е посрещната с недоверие.     |
| 6  | На ръба на катастрофата     | Полет 670 на Атлантик Еъруейс, самолет BAe 146, 10.10.2006. Самолетът превозва група служители на нефтена компания към работното им място. На редовната спирка на норвежкия о-в Сторд самолетът излиза от пистата. Четирима души загиват.                  |
| 7  | Смъртоносно закъснение      | Полет 5022 на „Спанеър“, MD-82, 20.08.2008. Минути след излитането си от Мадрид, самолетът завива надясно, забива се в земята и избухва в пламъци. Загиналите са 145 – това е най-голямата авиокатастрофа в Испания от десетилетия.                        |
| 8  | Фатално състояние           | Полет 200, линии Гаруда, Boeing 737, 7.03.2007 г. След полет от Джакарта, самолетът се удря в земята, подскача два пъти и се килва извън пистата. От общо 140 души, 21 загиват. Следователите правят откритие за начина, по който самолетът е конструиран. |
| 9  | Внезапен удар               | Полет 2311, Атлантик Саутийст; ембраер EMB-120, 5.04.1991. Самолет катасторофира в Джорджия, между загиналите са астронавт от НАСА, бивш американски сенатор и още 21 души. Следовател залага репутацията си, за да разкрие истината за катастрофата.      |
| 10 | Касапница в Сао Пауло       | Полет 402, ТАМ, Фокер 100, 31.10.1996. Секунди след излитане от летище в Сао Пауло, полет 402 се разбива в жилищен квартал и избухва в пламъци, загиват всички 95 души на борда. Следователите разкриват серия от събития, довели до необичайна повреда.   |

#### Сезон 15
Излъчват се всеки понеделник по един епизод от 21:00 часа по National Geographic Bulgaria.
| №  | Име на епизода                    | Резюме |
| -- | --------------------------------- | --- |
| 1  | Смъртоносна тишина                | По време на полета си от Орландо до Далас частен самолет Лиърджет излиза извън контрол. Авиодиспечерите нямат връзка с екипажа, а самолетът продължава да се движи по непланирана траектория над Средния запад.                                                                           |
| 2  | 9/11: Нападението срещу Пентагона | На 11.09.2001, малко след излитането от Вашингтон, терористи щурмуват пилотската кабина на полет 77 на „Американ Еърлайнс“ и блъскат самолета в Пентагона. Символът на военната мощ на САЩ е в пламъци. А в Ню Йорк двете кули са ударени от два самолета.                                |
| 3  | Катастрофа в Тенерифе             | Заради терористична бомбена атака на Канарските острови десетки полети са пренасочени към ов. Тенерифе. Малкото летище е претъпкано, а диспечерите настояват единствената писта да се ползва само за позициониране за излитане и довежда то най-смъртоносната авиокатастрофа в историята. |
| 4  | Смъртоносен детайл                | Полет 120 на Китайските авиолинии от Тайван каца в Окинава, Япония. Пилотите паркират Boeing 737 и гасят двигателите. Секунди по-късно избухва пожар и самолетът е погълнат от пламъците. Като по чудо всички на борда успяват да избягат без наранявания.                                |
| 5  | Смъртоносно отклонение            | Пилотите на полет 706 на Протеус Еърлайнс се отклоняват от курса, за да покажат на пътниците легендарния океански бряг на Франция. Но точно над залива Киберон самолетът експлодира. Един журналист успява да заснеме сцената от наблизо прелитащ самолет.                                |
| 6  | Опасен заход                      | Превозващият пътници от Денвър до Дуранго, Колорадо полет 2286 на Континентал Експрес катастрофира в ледената пустош само на няколко километра от пистата. След драматичната спасителна акция следователите трябва да разберат какво се е объркало.                                       |
| 7  | Убиец в небето                    | Полет 9525 на „Джърмануингс“ от Барселона до Дюселдорф лети над френските Алпи, когато авиодиспечерът забелязва нещо необичайно – самолетът бързо губи височина. Контролната кула алармира, но от кабината няма отговор и Еърбъс А-320 изчезва от радара.                                 |
| 8  | Писта в реката                    | Високо над индонезийските острови, по време на непредсказуем дъждовен сезон, самолетът при полет 421 на „Гаруда Индонезия“ лети право към окото на мощна буря. Двата двигателя избухват, но пилотите успяват да направят забележително аварийно кацане.                                   |
| 9  | Смъртоносно решение               | Полет 8501 на „Индонезия ЕърЕйжа“ изчезва от радара над Яванско море. Два дни по-късно издирващите екипи потвърждават най-лошото – всички 162 души на борда са загинали. Екип следователи се присъединява към местните експерти, за да установят какво се е объркало.                     |
| 10 | Кошмар в Афганистан               | Полет 102 на Нешънъл Еърлайнс, превозващ военни товари в преустроен Boeing 747, излита от Баграм, Афганистан. Но след секунди самолетът е извън контрол, блокира и се разбива в земята. Видеорегистратор от случайно преминаваща кола заснема инцидента.                                  |

#### Сезон 16 (от март 2017)
Към момента обявените епизоди са 2. Излъчването им ще започне от 20 март по National Geographic.
| № | Име на епизода             | Резюме |
| - | -------------------------- | --- |
| 1 | Убийствено отношение       | След катастрофата на полет 5719 на Нортуест Еърлинк следователите разкриват притеснителна тенденция на злоупотреби, довела до проблеми в човешкия фактор. |
| 2 | Смъртоносен мит            | Пътнически полет до Детройт завършва с ужасяваща смъртоносна спирала. Подробният анализ води следователите до невероятно разкритие.                       |
| 3 | Повратен момент            | През 2002 г. при опит за обратен заход полет 129 на „Чайна Еър“ катастрофира в планината. Загиват 129 от общо 166 пътници и членове на екипажа.           |
| 4 | Взривоопасно доказателство | През 1996 г. полет 800 на „Транс Уърлд Еърлайнс“ избухва над Лонк Айлънд. Взривил се е горивният резервоар. Всички 229 души загинали.                     |

## Излъчване
| Държава                | ТВ канал (и)                                                                                            |
| ---------------------- | --- |
| Алжир                  | National Geographic Channel                                                                             |
| Аржентина              | National Geographic Channel                                                                             |
| Азия                   | National Geographic Channel                                                                             |
| Австралия              | National Geographic Channel, National Geographic Channel HD, Seven Network, Seven HD                    |
| Бангладеш              | National Geographic Channel                                                                             |
| Белгия                 | National Geographic Channel, National Geographic Channel HD                                             |
| Бразилия               | National Geographic Channel                                                                             |
| България               | National Geographic Channel Bulgaria, Discovery Channel (някои епизоди), Нова телевизия (някои епизоди) |
| Канада                 | Discovery Channel (английски) Canal D (френски)                                                         |
| Чили                   | National Geographic Channel                                                                             |
| Китай                  | Shanghai Media Group                                                                                    |
| Колумбия               | National Geographic Channel                                                                             |
| Хърватия               | National Geographic Channel                                                                             |
| Босна и Херцеговина    | National Geographic Channel                                                                             |
| Чехия                  | Czech TV – ČT1, National Geographic Channel                                                             |
| Дания                  | National Geographic Channel                                                                             |
| Доминиканска република | National Geographic Channel                                                                             |
| Еквадор                | National Geographic Channel                                                                             |
| Египет                 | National Geographic Channel                                                                             |
| Естония                | National Geographic Channel                                                                             |
| Финландия              | National Geographic Channel                                                                             |
| Франция                | France 5, M6, National Geographic Channel                                                               |
| Германия               | RTL, VOX, n-tv, N24, National Geographic Channel                                                        |
| Гърция                 | Makedonia TV, National Geographic Channel                                                               |
| Хонг Конг              | National Geographic Channel                                                                             |
| Унгария                | National Geographic Channel                                                                             |
| Исландия               | National Geographic Channel                                                                             |
| Индия                  | National Geographic Channel                                                                             |
| Индонезия              | National Geographic Channel                                                                             |
| Ирландия               | RTE Two, National Geographic Channel                                                                    |
| Израел                 | National Geographic Channel                                                                             |
| Италия                 | National Geographic Channel                                                                             |
| Япония                 | National Geographic Channel                                                                             |
| Кувейт                 | National Geographic Channel                                                                             |
| Латинска Америка       | National Geographic Channel                                                                             |
| Литва                  | National Geographic Channel                                                                             |
| Малайзия               | National Geographic Channel                                                                             |
| Малта                  | National Geographic Channel                                                                             |
| Мексико                | National Geographic Channel                                                                             |
| Нидерландия            | National Geographic Channel RTL 7                                                                       |
| Нова Зеландия          | TVNZ, National Geographic Channel, Prime Television New Zealand                                         |
| Норвегия               | National Geographic Channel, Viasat 4                                                                   |
| Пакистан               | National Geographic Channel                                                                             |
| Панама                 | National Geographic Channel                                                                             |
| Папуа Нова Гвинея      | National Geographic Channel                                                                             |
| Перу                   | National Geographic Channel                                                                             |
| Филипини               | National Geographic Channel                                                                             |
| Полша                  | TVN, National Geographic Channel, National Geographic Channel HD                                        |
| Португалия             | National Geographic Channel                                                                             |
| Румъния                | National Geographic Channel Romania                                                                     |
| Русия                  | National Geographic Channel Russia Архив на оригинала от 2008-08-01 в Wayback Machine., 1st Channel     |
| Сърбия                 | National Geographic Channel                                                                             |
| Словения               | National Geographic Channel                                                                             |
| Сингапур               | National Geographic Channel                                                                             |
| Република Южна Африка  | DStv, National Geographic Channel                                                                       |
| Южна Корея             | National Geographic Channel                                                                             |
| Испания                | National Geographic Channel                                                                             |
| Саудитска Арабия       | Alarabiya                                                                                               |
| Шри Ланка              | National Geographic Channel                                                                             |
| Швеция                 | National Geographic Channel, TV4                                                                        |
| Тайван                 | National Geographic Channel                                                                             |
| Тайланд                | National Geographic Channel                                                                             |
| Турция                 | National Geographic Channel                                                                             |
| Великобритания         | Five, National Geographic Channel, National Geographic Channel HD                                       |
| САЩ                    | National Geographic Channel, National Geographic Channel HD                                             |
| Венецуела              | National Geographic Channel                                                                             |

## „Разследване на самолетни катастрофи“ в България
Първоначално са излъчени няколко епизода на български по Discovery Channel, след което по Нова телевизия.
Към момента епизоди се излъчват по National Geographic от всичките 14 сезона, като през януари 2017 г. се очакват нови епизоди от сезон 15. Не се предвижда излъчване по други ТВ канали.
От 2014 г. се излъчват всички епизоди от всички сезони от 15:00 и с повторение от 11:00 всеки делничен ден по Nat Geo.